# The One & Only - È tutta colpa dell'amore
The One & Only - È tutta colpa dell'amore (The One and Only) è un film del 2002 diretta da Simon Cellan Jones.
La pellicola è una commedia romantica, remake del film danese Den eneste ene (1999) di Susanne Bier.

## Trama
La pellicola è incentrata sulla vita di due coppie di Newcastle upon Tyne, in Inghilterra, alle prese con la maternità.
La prima, composta da Neil e dalla sua a dir poco isterica partner Jenny, cerca ostinatamente, nonostante le numerose difficoltà, di adottare un bambino data la sterilità di lui. La seconda, composta dalla bella Stevie e dall'ottuso e presuntuoso calciatore spagnolo del Newcastle United Andrea Bufalón (soprannominato Sonny), si rivolge ad una sessuologa per ricevere utili consigli sul concepimento dati i precedenti insuccessi.
Dopo varie attese finalmente a casa di Neil e Jenny arriva Mgala una bimba di 6 anni proveniente dall'Africa, ponendo mille difficoltà alla coppia, dove lui continua con il suo mutismo soverchiato dalla moglie sempre più nevrotica, per di più la bimba non parla, non solo per le difficoltà linguistiche, ma anche perché sembra che la cosa non le interessi. Purtroppo Jenny muore investita da una macchina a causa della sua nevroticità, che le ha fatto attraversare la strada senza la dovuta calma e attenzione.
Mentre l'altra coppia finalmente è in arrivo un bebè, nonostante fosse sconsigliato dalla sua amica del cuore, considerata da Sonny una lesbica, solo perché in conflitto con lui.
Però capita che lui incominci a tradirla con la figlia della padrona di un centro estetico, che si vanta di andare con il suo ragazzo in Spagna, finché un giorno Stevie scopre la tresca, e a quel punto decide di lasciare Sonny e di abortire.
Stevie e Neil si conoscono e s'innamorano, lui riuscirà a farla desistere dalla sua idea di abortire, si sposeranno, e la bella Mgala per magia incomincerà a parlare rendendo felici tutti i partecipanti al ricevimento matrimoniale.

## Edizione italiana
Nella versione originale del film, Sonny non è spagnolo bensì italiano ed il suo nome è Andrea Bufflini. Nella scena d'apertura del film, per esempio, il calciatore, confidandosi con la sessuologa, afferma di sentirsi spesso a disagio a causa del suo nome, Andrea, che, contrariamente in italiano, in inglese è un nome di genere femminile. Al fine di lasciare inalterate buona parte delle battute sul personaggio, nel doppiaggio italiano il nome del calciatore resta come nell'originale sebbene in spagnolo il prenome Andrea, proprio come in inglese, sia di genere femminile mentre la versione maschile sarebbe, più correttamente, Andrés.